# Diecéze Sioux City
Diecéze Sioux City (Latina Dioecesis Siopolitana, Angličtina Diocese of Sioux City ) je římskokatolická diecéze rozkládající se na severozápadu státu Iowa v USA. Založena byla v roce 1902 a společně s metropolitní arcidiecézí Dubuque a diecézemi Davenport a Des Moines tvoří Církevní provincii Dubuque. Biskupství i katedrála Zjevení Páně se nacházejí ve městě Sioux City, současným biskupem je od roku 2008 Ralph Walker Nickless.

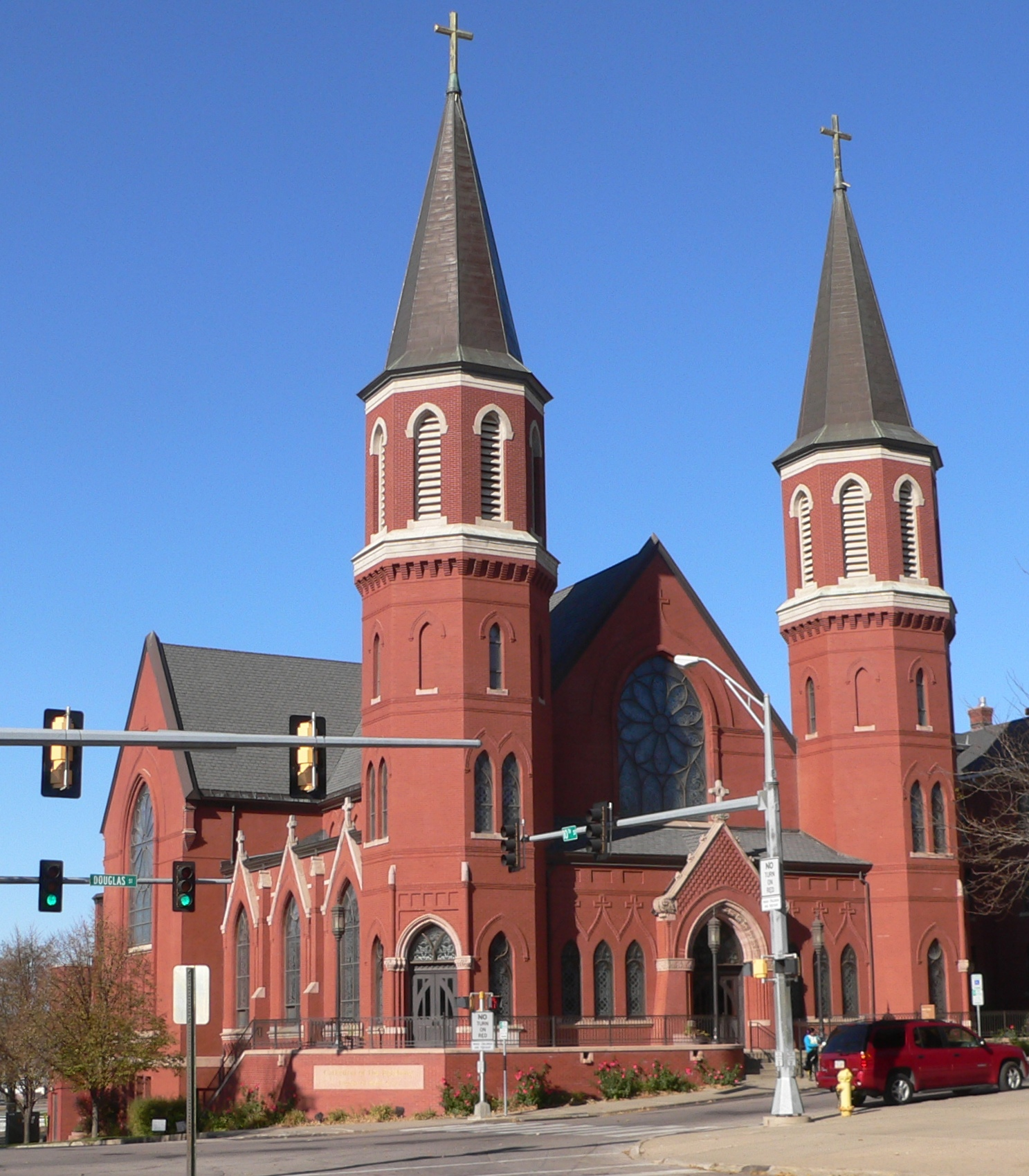
Katedrála Zjevení Páně v Sioux City

## Základní data
Diecéze o rozloze 37 587 km² je rozdělena do 83 farností, které spravuje 147 diecézních a 3 řádových kněží a 36 trvalých jáhnů. Mezi 468 549 obyvateli je 94 186 (20 %) registrovaných katolíků.

## Historie
Diecéze Sioux City byla založena papežem Lev XIII. 15. leden 1902. Jejím prvním biskupem byl Philip J. Garrigan.

## Diecézní biskupové
1. Biskup Philip Joseph Garrigan (1902–1919), zemřel v úřadu
2. Biskup Edmond Heelan (1920–1948), zemřel v úřadu
3. Biskup Joseph Maximilian Mueller (1948–1970), odešel do důchodu
4. Biskup Frank Henry Greteman (1970–1983), odešel do důchodu
5. Biskup Lawrence Donald Soens (1983–1998), odešel do důchodu
6. Biskup Daniel Nicholas DiNardo (1998–2004), jmenován biskupem Galveston-Houston
7. Biskup Ralph Walker Nickless (od 2005)